# يونكيرس

موقع يونكيرس

يونكيرس (بالإنجليزية: Yonkers) هي مدينة في ولاية نيويورك الأمريكية. يبلغ عدد سكانها حسب تعداد سنة 2000: 196,000 نسمة. ويبلغ عددهم حسب تقدير 2007 حوالي:199,244 نسمة.

## التركيبة السكانية
حدّد مكتب تعداد الولايات المتحدة بيانات التركيبة السكانية ليونكيرس في تعداد الولايات المتحدة. في ما يلي، التركيبة السكانية حسب تعدادي 2000 و2010.

### تعداد عام 2000
بلغ عدد سكان يونكيرس 196,086 نسمة بحسب تعداد عام 2000، وبلغ عدد الأسر 74,351 أسرة وعدد العائلات 49,290 عائلة مقيمة في المدينة. في حين سجلت الكثافة السكانية 3,731.4 نسمة لكل كيلومتر مربع (9,664.3/ميل2). وبلغ عدد الوحدات السكنية 77,589 وحدة بمتوسط كثافة قدره 1,476.5 لكل كيلومتر مربع (3,824.1/ميل2).
وتوزع التركيب العرقي للمدينة بنسبة 60.18% من البيض و16.61% من الأمريكيين الأفارقة و0.44% من الأمريكيين الأصليين و4.86% من الأمريكيين ذوي الأصول الآسيوية و0.05% من سكان جزر المحيط الهادئ و13.44% من الأعراق الأخرى و4.42% من عرقين مختلطين أو أكثر و25.93% من الهسبانيون أو اللاتينيون من أي عرق.
بلغ عدد الأسر 74,351 أسرة كانت نسبة 34% منها لديها أطفال تحت سن الثامنة عشر تعيش معهم، وبلغت نسبة الأزواج القاطنين مع بعضهم البعض 44.2% من أصل المجموع الكلي للأسر، ونسبة 17.2% من الأسر كان لديها معيلات من الإناث دون وجود شريك، بينما كانت نسبة 4.9% من الأسر لديها معيلون من الذكور دون وجود شريكة وكانت نسبة 33.7% من غير العائلات. تألفت نسبة 29.2% من أصل جميع الأسر من عدة أفراد يعيشون في نفس المنزل ونسبة 11.9% كانت تتألف من شخص يعيش بمفرده يبلغ من العمر 65 عاماً أو أكثر. وبلغ متوسط حجم الأسرة المعيشية 2.61، أما متوسط حجم العائلات فبلغ 3.23.
بلغ العمر الوسطي للسكان 35.8 عاماً. وكانت نسبة 24.3% من القاطنين تحت سن الثامنة عشر، وكانت نسبة 8.5% بين الثامنة عشر والرابعة والعشرين عاماً، ونسبة 30.5% كانت واقعةً في الفئة العمرية ما بين الخامسة والعشرين والرابعة والأربعين عاماً، ونسبة 21.1% كانت ما بين الخامسة والأربعين والرابعة والستين، ونسبة 14.5% كانت ضمن فئة الخامسة والستين عاماً فما فوق. يوجد لكل 100 أنثى 89.1 ذكر، ويوجد لكل 100 أنثى في الثامنة عشر من عمرها فما فوق 84.8 ذكر.
بلغ متوسط دخل الأسرة في المدينة 47,587 دولارًا، أما متوسط دخل العائلة فبلغ 57,228 دولارًا. وكان متوسط دخل الذكور 45,357 دولارًا مقابل 36,461 دولارًا للإناث. وسجل دخل الفرد الخاص بالمدينة 24,128 دولارًا. وكانت نسبة 12.2% من العائلات ونسبة 14.7% من السكان تحت خط الفقر، وكان من هؤلاء نسبة 24.9% تحت سن الثامنة عشر ونسبة 8.8% في الخامسة والستين من العمر وما فوق.

### تعداد عام 2010
بلغ عدد سكان يونكيرس 195,976 نسمة بحسب تعداد عام 2010، وبلغ عدد الأسر 74,550 أسرة وعدد العائلات 47,518 عائلة مقيمة في المدينة. في حين سجلت الكثافة السكانية 3,729.3 نسمة لكل كيلومتر مربع (9,658.8/ميل2). وبلغ عدد الوحدات السكنية 80,389 وحدة بمتوسط كثافة قدره 1,529.8 لكل كيلومتر مربع (3,962.2/ميل2).
وتوزع التركيب العرقي للمدينة بنسبة 55.80% من البيض و18.66% من الأمريكيين الأفارقة و0.75% من الأمريكيين الأصليين و5.90% من الأمريكيين ذوي الأصول الآسيوية و0.06% من سكان جزر المحيط الهادئ و14.72% من الأعراق الأخرى و4.11% من عرقين مختلطين أو أكثر و34.66% من الهسبانيون أو اللاتينيون من أي عرق.
بلغ عدد الأسر 74,550 أسرة كانت نسبة 32.5% منها لديها أطفال تحت سن الثامنة عشر تعيش معهم، وبلغت نسبة الأزواج القاطنين مع بعضهم البعض 40.1% من أصل المجموع الكلي للأسر، ونسبة 18% من الأسر كان لديها معيلات من الإناث دون وجود شريك، بينما كانت نسبة 5.5% من الأسر لديها معيلون من الذكور دون وجود شريكة وكانت نسبة 36.3% من غير العائلات. تألفت نسبة 31.3% من أصل جميع الأسر من عدة أفراد يعيشون في نفس المنزل ونسبة 12.5% كانت تتألف من شخص يعيش بمفرده يبلغ من العمر 65 عاماً أو أكثر. وبلغ متوسط حجم الأسرة المعيشية 2.58، أما متوسط حجم العائلات فبلغ 3.27.
بلغ العمر الوسطي للسكان 37.6 عاماً. وكانت نسبة 22.8% من القاطنين تحت سن الثامنة عشر، وكانت نسبة 9.5% بين الثامنة عشر والرابعة والعشرين عاماً، ونسبة 27.7% كانت واقعةً في الفئة العمرية ما بين الخامسة والعشرين والرابعة والأربعين عاماً، ونسبة 25.2% كانت ما بين الخامسة والأربعين والرابعة والستين، ونسبة 14.7% كانت ضمن فئة الخامسة والستين عاماً فما فوق. وتوزع التركيب الجنسي للسكان بنسبة 47.4% ذكور و52.6% إناث.

## توأمة
ليونكيرس اتفاقيات توأمة مع كل من:
- كامزا
- تالياكوتسو

## أعلام
- صامويل تيلدن
- جون نورثروب
- سيد سيزر
- جيمس بليك
- جيمس كومي
- آدم رودريغيز
- جين كروبا
- جوزيف جاكوبس
- جون مرلي كولتر
- تشارلز لويس تيفاني